# Голд-Кі-Лейк (Пенсільванія)
Голд-Кі-Лейк (англ. Gold Key Lake) — переписна місцевість (CDP) в США, в окрузі Пайк штату Пенсільванія. Населення — 1979 осіб (2020).

## Географія
Голд-Кі-Лейк розташований за координатами 41°18′51″ пн. ш. 74°56′37″ зх. д. / 41.31417° пн. ш. 74.94361° зх. д. (41.314261, -74.943506).  За даними Бюро перепису населення США в 2010 році переписна місцевість мала площу 6,55 км², з яких 5,90 км² — суходіл та 0,66 км² — водойми.

## Демографія
Згідно з переписом 2010 року, у переписній місцевості мешкало 1830 осіб у 666 домогосподарствах у складі 502 родин. Густота населення становила 279 осіб/км².  Було 969 помешкань (148/км²).
Расовий склад населення:
| - 93,2 % — білих - 3,9 % — чорних або афроамериканців - 0,4 % — корінних американців - 0,4 % — азіатів - 0,2 % — вихідців з тихоокеанських островів |

До двох чи більше рас належало 1,4 %. Частка іспаномовних становила 10,4 % від усіх жителів.
За віковим діапазоном населення розподілялося таким чином: 27,0 % — особи молодші 18 років, 62,9 % — особи у віці 18—64 років, 10,1 % — особи у віці 65 років та старші. Медіана віку мешканця становила 39,0 року. На 100 осіб жіночої статі у переписній місцевості припадало 100,4 чоловіків;  на 100 жінок у віці від 18 років та старших — 97,8 чоловіків також старших 18 років.
Середній дохід на одне домашнє господарство  становив 73 352 долари США (медіана — 57 434), а середній дохід на одну сім'ю — 80 013 долари (медіана — 70 833). За межею бідності перебувало 6,5 % осіб, у тому числі 8,2 % дітей у віці до 18 років та 0,0 % осіб у віці 65 років та старших.
Цивільне працевлаштоване населення становило 770 осіб. Основні галузі зайнятості: освіта, охорона здоров'я та соціальна допомога — 30,8 %, будівництво — 23,2 %, фінанси, страхування та нерухомість — 10,3 %, мистецтво, розваги та відпочинок — 6,8 %.